# کفش‌های خوشبختی
کفش‌های خوشبختی یا گالش‌های شانس (دانمارکی: Lykkens Kalosker) یک افسانه ادبی از نویسنده دانمارکی، هانس کریستین آندرسن است که نخستین بار در تاریخ ۱۹ مه ۱۸۳۸ در مجموعه‌ای با عنوان سه اثر شاعرانه (Three Poetical Works) در کپنهاگ، دانمارک منتشر شد. این داستان تخیلی دربارهٔ یک جفت کفش جادویی است که می‌توانند فرد پوشنده آن را به هر زمانی، مکانی یا شرایطی که آرزو کند، منتقل کنند. با وجود وعدهٔ خوشبختی، استفاده از این کفش‌ها اغلب به تجربه‌های ناامیدکننده یا طنزآمیز منجر می‌شود.

## زمینه و الهام
داستان «کفش‌های خوشبختی» تحت تأثیر باورهای فولکلور اروپایی دربارهٔ «چکمه‌های هفت‌فرسنگی» نوشته شده‌است؛ چکمه‌هایی که به دارنده‌شان قدرت سفر سریع و جادویی می‌دهند. آندرسن در این داستان، سبک روایی محاوره‌ای خود را توسعه می‌دهد و از طنز و استعاره برای نقد آرزوهای انسان و نارضایتی دائمی او استفاده می‌کند. این داستان همچنین با نگاهی انتقادی به ایدهٔ پیشرفت و نوستالژی برای گذشته می‌پردازد.

## خلاصه داستان
در یک مهمانی در کپنهاگ، مشاور عدالت، آقای کنپ، در گفتگوهایی که دربارهٔ دوران گذشته جریان دارد، ادعا می‌کند که دوران پادشاه هانس بسیار بهتر از زمان حال بوده‌است. در همین هنگام، دو پری – یکی نمایندهٔ شادی و دیگری نمایندهٔ اندوه – وارد می‌شوند و یکی از آن‌ها یک جفت کفش جادویی با خود دارد. این کفش‌ها قدرت دارند فرد را به هر زمان یا مکانی که بخواهد ببرند، ولی پری اندوه هشدار می‌دهد که نتیجهٔ این سفرها اغلب رضایت‌بخش نخواهد بود.

### مشاور عدالت
کنپ کفش‌ها را به اشتباه می‌پوشد و ناگهان خود را در دوران پادشاه هانس در سدهٔ پانزدهم می‌یابد. ابتدا فکر می‌کند شهر چراغ‌هایش خاموش شده یا خیابان‌ها گل‌آلود است، اما کم‌کم درمی‌یابد که واقعاً به گذشته منتقل شده‌است. او از نبود پل‌ها، تاکسی‌ها و روزنامه‌ها شکایت می‌کند و زبان مردم برایش غریبه است. سرانجام در یک میخانه از هوش می‌رود و زمانی که کفش‌ها از پایش بیرون کشیده می‌شوند، به زمان خود بازمی‌گردد و قدر دنیای مدرن را بیشتر می‌داند.

### نگهبان شب
نگهبانی شب‌گرد که کفش‌ها را پیدا کرده، آن‌ها را می‌پوشد و آرزو می‌کند که جای ستوانی باشد که در ساختمانی زندگی می‌کند. او بلافاصله جای ستوان قرار می‌گیرد و می‌فهمد که زندگی او هم خالی از مشکلات نیست. سپس آرزو می‌کند پرنده‌ای در ماه باشد و ناگهان خود را در سطح ماه می‌یابد. در ماه، موجوداتی عجیب به او نگاه می‌کنند و دربارهٔ زمین صحبت می‌کنند. بدن بی‌جان نگهبان در خیابان پیدا می‌شود و زمانی که در بیمارستان کفش‌ها را از پایش درمی‌آورند، روحش به بدن بازمی‌گردد.

### دانشجوی جوان
دانشجوی جوانی در بیمارستان کفش‌ها را می‌پوشد و آرزو می‌کند بتواند از میان میله‌های دروازه فرار کند. سپس در تئاتر با نمایشنامه‌ای دربارهٔ عینک جادویی روبه‌رو می‌شود و آرزو می‌کند که چنین عینکی داشته باشد. او با عینک وارد قلب تماشاگران می‌شود و افکار پنهانی و خودخواهانهٔ آنان را می‌بیند. سپس آرزو می‌کند در حمام بخار روسی باشد و ناگهان با لباس کامل در آن‌جا ظاهر می‌شود.

### منشی اداره
منشی ساده‌ای به اشتباه کفش‌ها را می‌پوشد و در راه بازگشت به خانه، در فکر آرزوی زندگی شاعرانه می‌افتد. سپس شاعر می‌شود، و باز آرزو می‌کند پرنده‌ای باشد و ناگهان تبدیل به چکاوکی در قفس یک خانه می‌شود. سرانجام توسط گربه‌ای تهدید می‌شود و به خانهٔ خودش پرواز می‌کند، جایی که طلسم پایان می‌یابد.

### دانشجوی الهیات
در بخش پایانی، دانشجوی الهیات کفش‌ها را قرض می‌گیرد و آرزو می‌کند که در سوئیس و سپس ایتالیا باشد. او در مسیر خود با فقر، گرسنگی، پشه‌ها و ناراحتی‌های مختلف روبه‌رو می‌شود و سرانجام آرزو می‌کند که روحش پرواز کند و بدنش استراحت کند. بلافاصله می‌میرد و در قبر آرام می‌گیرد. اما پری اندوه کفش‌ها را از پایش درمی‌آورد و او را به زندگی بازمی‌گرداند.

## مضمون‌ها
آندرسن در این داستان مفاهیمی چون آرزوی ناپایدار انسان، نارضایتی ذاتی، طنز نسبت به جامعه و مدرنیته، و همچنین نقش خیال‌پردازی را بررسی می‌کند. هر کدام از شخصیت‌ها آرزویی دارند که آن را نشانهٔ خوشبختی می‌دانند، اما وقتی به آن دست می‌یابند، درمی‌یابند که شادکامی واقعی در همان زندگی روزمره‌شان بوده‌است. این افسانه به‌عنوان یکی از آثار پیچیده‌تر آندرسن، در لایه‌های مختلف روایتی و تماتیک قابل تفسیر است.